# Fontiveros (kommun)
Fontiveros är en kommun i Spanien.   Den ligger i provinsen Provincia de Ávila och regionen Kastilien och Leon, i den centrala delen av landet, 120 km nordväst om huvudstaden Madrid. Antalet invånare är 828. Fontiveros är känt för att vara födelseplatsen för det karmelitiska helgonet Johannes av Korset (1542-91).